# Dãy núi

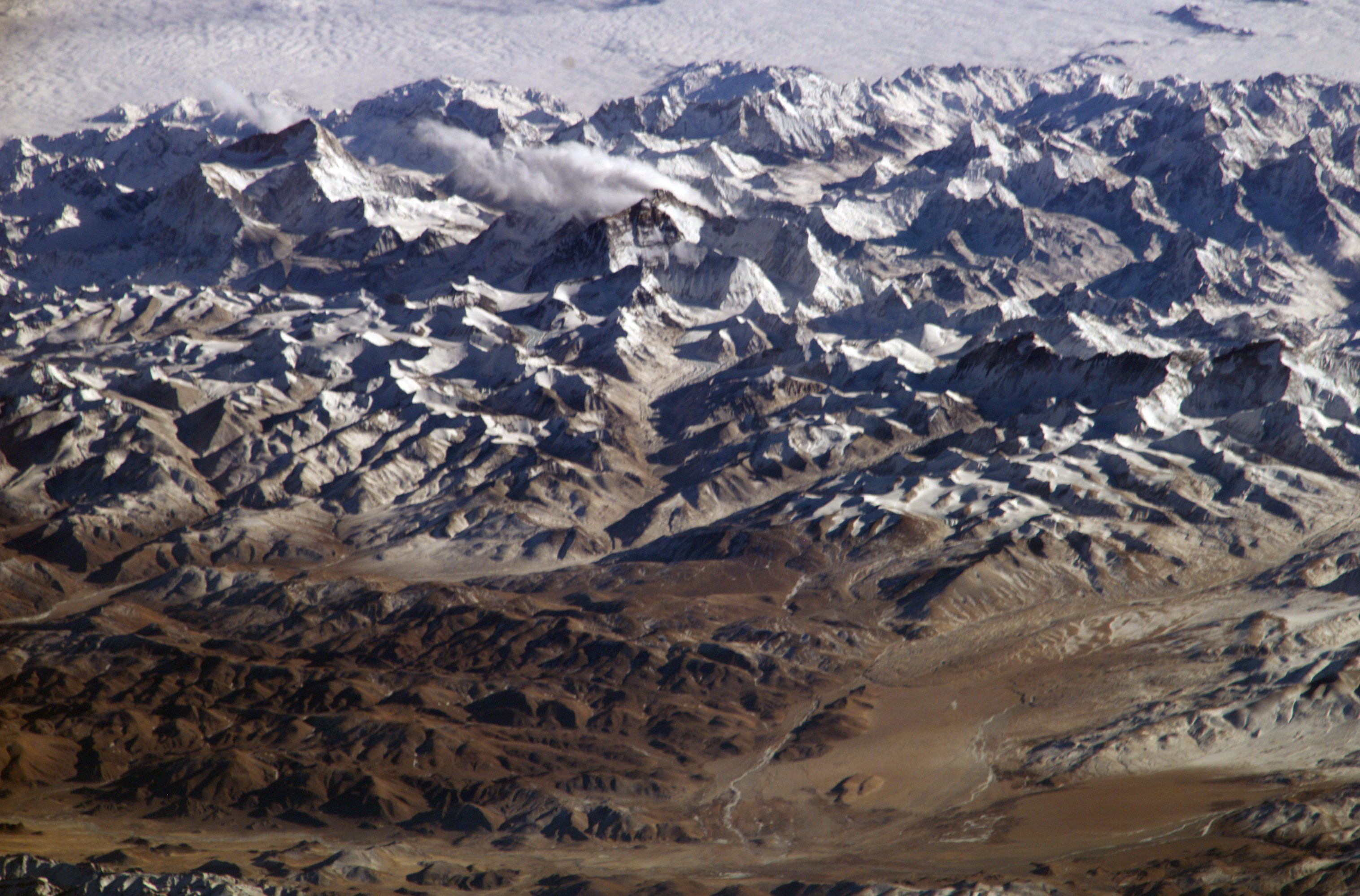
Himalaya, dãy núi cao nhất thế giới, nhìn từ vũ trụ.

Dãy núi, rặng núi, mạch núi hay sơn mạch là một chuỗi các nếp uốn lớn (các ngọn núi) với độ dài đáng kể và hình dáng tổng thể chạy theo một trục nhất định, với các sống và sườn biểu lộ rõ ràng, quay về các hướng đối diện nhau. Nó có ranh giới là các vùng cao nguyên hay tách ra khỏi các núi khác bằng các thung lũng hay đèo. Hình dáng, độ dài và độ cao của dãy núi phụ thuộc vào kỷ nguyên xuất hiện, lịch sử phát triển và thành phần đất đá của nó. Các dãy núi tạo thành các đường phân thủy.
Tập hợp của các dãy núi và khối núi tạo thành một sơn hệ. Các ngọn núi riêng rẽ bên ngoài các dãy núi không nhất thiết phải có cùng một cấu trúc địa chất, mặc dù thông thường chúng cũng có cấu trúc như vậy; chúng có thể là sự pha trộn của kiến tạo sơn khác biệt, chẳng hạn các núi lửa, các núi được nâng lên hay các núi nếp oằn và có thể, vì thế, là các loại đá khác biệt. Dãy núi Andes là dãy núi dài nhất trên đất liền của thế giới. Dãy núi Himalaya là dãy núi có các đỉnh núi cao nhất thế giới. Cordillera Bắc cực là dãy núi xa nhất về phía bắc trên thế giới và chứa điểm cao nhất tại miền đông Bắc Mỹ.

## Cấu trúc
Các dãy núi trên Trái Đất được đặc trưng bằng cấu trúc cây, nghĩa là nhiều dãy núi có các dãy núi nhỏ hơn nằm trong nó. Có thể coi quan hệ này như là quan hệ cha-con. Ví dụ, dãy núi Appalachian là dãy núi cha của các dãy núi khác hợp thành ra nó, một số trong chúng bao gồm dãy núi White và dãy núi Blue Ridge. Dãy núi White là con của dãy núi Appalachian, và tự bản thân dãy núi White lại bao gồm một số dãy núi nhỏ hơn, như dãy núi Sandwich và dãy núi President (dãy núi tổng thống). Bên cạnh đó, dãy núi President lại có thể chia ra thành dãy núi Bắc President và dãy núi Nam President.

## Khí hậu
Vị trí các dãy núi có ảnh hưởng tới khí hậu, chẳng hạn ảnh hưởng tới lượng giáng thủy (mưa, tuyết v.v). Khi các khối không khí chuyển động lên phía trên và vượt qua các dãy núi, không khí lạnh đi sinh ra giáng thủy sơn văn (mưa hay tuyết). Khi không khí hạ xuống trên mặt dưới gió, nó ấm trở lại (phù hợp với tốc độ giảm nhiệt độ đoạn nhiệt) và trở nên khô hơn, do đã bị mưa hay tuyết rơi lấy mất đi phần lớn hơi ẩm của nó. Thông thường, vùng bóng mưa (vũ ảnh) sẽ ảnh hưởng tới mặt dưới gió của dãy núi.
Vị trí của dãy núi cũng ảnh hưởng tới nhiệt độ. Chẳng hạn, nếu Mặt Trời đang chiếu sáng từ phía đông thì mặt phía đông của dãy núi sẽ nhận được nhiều ánh sáng hơn và ấm hơn, trong khi mặt phía tây sẽ nằm trong bóng râm và mát hơn, vì thế một số hệ sinh thái nhất định duy trì các đồng hồ sinh học khác biệt, phụ thuộc vào vị trí của núi.

## Xói mòn
Các khu vực nâng lên hay các chỏm núi lửa có thể trải qua sự xói mòn, điều này làm chúng chuyển động tạo ra các dãy núi. Một ví dụ là Lake District (vùng Hồ) tại Anh. Các dòng suối chảy ra từ trong núi mang theo các mảnh vụn xói mòn và trầm lắng chúng tại vùng đồng bằng bồi tích hay vùng châu thổ. Điều này tạo thành một chuỗi các sự kiện địa chất kinh điển, dẫn tới một kiểu hình thành đá trầm tích: xói mòn, vận chuyển, trầm lắng và nén ép.